# Veronica Dragomir

Veronica Dragomir (n. 31 iulie 1960, Bistrița, județul Maramureș)
Studii: Institutul de Arte Plastice, Iași, secția pictură, promoția 1985

## Biografie și expoziții
Membră a Uniunii Artiștilor Plastici din România, începând cu anul 1985
Expoziții de grupr:
Salonul Național de Pictură, Sala Dalles București;
Salonul Județean al Filialei U.A.P. Arad, Galeria ARTA, Arad;
Expoziția de artă plastică a Filialei U.A.P. Arad la Gyula, Muzeul “Dürer”, Ungaria 1991 Salonul Județean de Artă Plastică Arad.
Expoziția Filialei UAP Arad la Galeria de Artă Deva;
Salonul de Artă Plastică Arad;
Salonul Județean de Artă Plastică Arad,
Galeria Naționlă Delta;
Salonul Județean de Artă Plastică Arad,
Galeria Națională Delta;
Salonul Județean de Artă Plastică Arad,
Galeria Națională Delta;
Salonul Bienal Național de Desen Arad;
Expoziția Filialei Uniunii Artiștilor Plastici din Arad la Oradea;
Salonul Județean de Artă Plastică Arad,
Galeria Națională Delta;
Salonul Județean de Artă Plastică Arad,
Galeria Națională Delta;
Salonul Bienal Național de Desen Arad 2001 Salonul Județean de Artă Plastică Arad,
Galeria Națională Delta;
Salonul Județean de Artă Plastică Arad,
Galeria Națională Delta;
Salonul Bienal Național de Desen Arad;
Prima bienală de artă contemporană;
Salonul Bienal Național de Desen Arad;
Expoziții cu program:
1995 Expoziția “Copacul 3”, Galeria Națională DELTA Arad
Expoziții peste hotare:
Expoziția de artă plastică “Strângeri de mâini”;
Muzeul “Dürer” din Gyula Ungaria;
Expoziția Filialei U.A.P. la Kaposvàr, Ungaria;
Expoziția Filialei U.A.P. la Gyula;
Expoziția Filialei U.A.P. la Oroshasza Ungaria;
Participări în tabere de creație:
Tabăra de creație DOROBANȚI, jud. Arad

## Lucrări și cronică
|  | Pictura Veronicăi Dragomirreprezintă tragedia omului devenit expecție. Arta produsă de Veronica Dragomir poate fi așezată în canoanele neoimpresionismului cu reminescențe tragice ale expresionismului existențial. Lucrările sunt bine organizate compozițional, un desen formal, ce exprimă infinite sentimente ale vieții cotidiene, clișee de zi cu zi ale unei vieți sterile. Pictorița Veronica Dragomir, ea de altfel și întreaga ei operă artistică sunt născute într-o singură zodie: tragicul. Lucrările abstracte realizate de pictoriță sunt un indiciu indubitabil că poate aborda orice curent artistic. În pictura abstractă intitulată „ Dinamică” se simte doar dripping-ul lui Jackson Pollock ca pretext pentru a-și exprima virtuozitatea inconștientului. Lucrarea „Copacul roșu” exprimă singurătatea colectivă a spiritului uman, într-o lume diluată fără consistență și fără un discrenământ al valorii. Peisajul „Căpiță de fân”, cu certitudine reprezintă un final de lume dramatic, tragic și prea adevărat. Contemplând mai mult, portretul claunului vedem pe chipul lui, lacrimi pietrificate și scunse într-un suflet schindat la comadă. Rafinamentul cromatic exprimă referințele artistei pentru un anumit gen de culori, carre trădează frământul lăuntric al unui suflet înobilat de maturitatea lucidității. În lucrările artistei care deplânge exasperant neputința de a-și deturna destinul, într-o luciditate desăvârșită găsește totuși puterea de a rămâne senină. | — Amedeo Caftangioglu |